# آرثر جاكسون
آرثر جاكسون (6 يناير 1872 في أستراليا - 29 يونيو 1935) (بالإنجليزية: Arthur Jackson)‏ هو لاعب كريكت أسترالي.

## وصلات خارجية
- آرثر جاكسون على موقع إي آس بي آن كريك إنفو (الإنجليزية)